# Терминатор 2: Денят на страшния съд
„Терминатор 2: Денят на страшния съд“ (на английски: Terminator 2: Judgment Day, известен също като Т2) е американски научнофантастичен филм на режисьора Джеймс Камерън, който излиза на 3 юли 1991 г.
В главните роли участват Арнолд Шварценегер, Линда Хамилтън, Едуърд Фърлонг и Робърт Патрик. Филмът е продължение на „Терминаторът“, който излиза на 26 октомври 1984 г. Следващата част – „Терминатор 3: Бунтът на машините“ излиза на 2 юли 2003 г. В България премиерата на Т2 е през 1992 г. Снимките започват на 9 октомври 1990 г. и са завършени на 4 април 1991 г. Филмът е направен за приблизително 100 млн. щатски долара и е най-скъпият филм за времето си. Той печели 204,8 милиона долара само в САЩ. Оригиналният „Терминатор“ е спечелил само 38 милиона долара в САЩ при бюджет от 6,5 милиона долара.

## Сюжет
Внимание:  Текстът по-долу разкрива сюжета на произведението (или части от него)!
Изминали са 11 години от пристигането на първия терминатор от бъдещето, годината е 1995. Изведнъж двамата терминатора се появяват отново от бъдещето. Единият от тях, след като убива полицай, започва да търси Джон Конър, а другият терминатор – Т-800 (вече познатия модел 101), след като си взема дрехи, мотоциклет и оръжия от един бар, също тръгва да търси младия Конър.
Сара Конър се опитва да подготви сина си Джон за бъдещата борба със световната компютърна мрежа Skynet, така че Джон, въпреки младата си възраст, се е превърнал в опитен хакер. Но скоро, докато се опитва да взриви Cyberdyne Systems, Сара Конър е хваната и затворена в психиатрична болница от затворен тип, а Джон е предаден на приемно семейство.
Желанието на Сара Конър да унищожи Cyberdyne Systems не е случайно. Тя знае, че тази компания се занимава с някои тайни разработки в областта на компютърните технологии, но не знае най-важното и най-страшното. Именно Cyberdyne Systems е получила счупения микрочип, намерен в „черепа“ на първия терминатор, смачкан в преса през 1984 г. С тази уникална част от бъдещата технология ученият Майлс Дайсън се доближава до създаването на изкуствен интелект – бъдещата мрежа Skynet.
Новият терминатор, представяйки се за полицай, разпитва осиновителите на Джон и се опитва да атакува младия Конър в мола. В последния момент обаче Т-800 се появява, за да защити Джон. Конър успява да избяга с малкия си мотопед, но новият терминатор продължава да го гони с огромен камион, опитвайки се да смаже момчето. И тук отново на помощ идва Т-800. След като взривява камиона, Т-800 прехвърля Джон на мотоциклета си и се отдалечава от преследвача. Малко по-късно T-800 обяснява какво ще се случи с Конър.
Оказва се, че в бъдеще мрежата Skynet осъзнава, че мисията на първия терминатор се е провалила, защото бъдещето не се е променило. Затова чудовищният компютър създава уникалния терминатор T-1000. Това е изкуствена интелигентна метална сплав („мимикрична сплав“), която може да приема всякаква форма и външен вид практически на всичко, към което се докосне. T-1000 може да се превърне във всеки човек, да проникне през всяка преграда, и не може да бъде разбит, тъй като всички негови молекули могат да се обединят отново като капчици живак. Той е практически неуязвим. Системата Skynet осъзнава, че Джон Конър вече е роден и затова Т-1000 е изпратен да убие не Сара, а самия Джон. Възрастният Джон Конър обаче, след като научава за това, препрограмира един плячкосан в битка терминатор модел Т-800, и го изпраща в миналото, така че „добрият“ терминатор да защити младия Конър от Т-1000.
Осъзнавайки опасността, заплашваща близките му, Джон се опитва да предупреди приемното си семейство за опасността. Уви, Т-1000 вече ги е посетил и е убил всички, включително кучето. Конър нарежда на Т-800 да дойде с него в психиатричната болница и да спасят майката на Джон, но Т-1000 вече ги чака там. По стечение на обстоятелствата в същия момент Сара Конър прави опит да избяга и, бягайки от преследвачите си, тя среща сина си и терминатора Т-800. Сара е ужасена, защото смята, че това е новият терминатор, изпратен да убие нея и сина ѝ, но Джон бързо я успокоява, обяснявайки че той е техният защитник. И скоро Сара вижда истинския преследвач Т-1000, който не се спира нито от куршуми, нито от прегради. С помощта на Т-800 обаче бегълците успяват да избягат.
T-800 разказва на Сара историята на появата му и когато Конър научава, че с помощта на микрочип от първия терминатор, ученият Дайсън ще създаде Skynet, тя решава да убие този човек, за да промени целия ход на световната история. Джон и Т-800 се опитват да попречат на Сара, но самата тя не смее да довърши ранения и невъоръжен Дайсън. След като научава какви ужасни последици ще донесе изобретението му в бъдеще, Дайсън решава да помогне на Джон и Сара, като напълно унищожи офиса си, с всички създадени материали и записи. След като проникват в сградата на Cyberdyne Systems, Сара и T-800 започват да поставят експлозиви във всички стаи, докато Джон и Дайсън проникват в трезора, за да вземат микрочипа от първия терминатор. Към сградата са насочени огромни полицейски сили, но Т-800, използвайки самолетна картечница, унищожава всички полицейски коли и, превземайки микробус, помага на Сара и Джон да избягат с него. Дайсън е смъртоносно ранен по време на полицейското нападение, но в последния момент успява да натисне „червения бутон“ и чудовищна експлозия унищожава Cyberdyne Systems. Бегълците обаче са преследвани от Т-1000 в пленен полицейски хеликоптер. Той не е имал време да предотврати взривяването на офиса на компанията, която в бъдеще ще „роди“ Skynet, но убивайки Сара, Джон и T-800, T-1000 отново може да прехвърли микрочипа в ръцете на хората и тогава Skynet може да се появи отново.
По време на преследването Т-1000 ранява сериозно Сара в крака, но Т-800 успява да унищожи хеликоптера, а Т-1000 продължава преследването в камион, превозващ резервоар с течен азот. Преследването завършва в металургичен завод, където камионът катастрофира и тонове течен азот се изливат върху T-1000. Тъй като се състои от течен метал, той престава да функционира, превръщайки се в бучка замразен метал. Но за съжаление всичко това е временно – топлината от пещите, където се топи желязото, разтопява Т-1000 и той отново започва да преследва Джон Конър. Сара се опитва да спре T-1000, но безмилостният терминатор я пробожда по рамото и едва не я убива. Т-800 идва на помощ на Сара. Той влиза в двубой с Т-1000, но Т-1000 отчупва дясната му „ръка“ и след това приковава осакатения Т-800 към пода със стоманена лост. „Очите“ на T-800 бавно избледняват и той се изключва.
Ранената Сара, държейки пушката с една ръка, започва да стреля по Т-1000, опитвайки се да го хвърли в контейнер с разтопена стомана. Уви, липсват муниции и когато изглежда, че Т-1000 отново ще излезе победител, „възкръсналият“ Т-800 неочаквано се намесва в дуела. Той активира допълнителен източник на енергия, „оживява“ и стреля по врага си с ръчен гранатомет. Експлозията на граната хвърля T-1000 в течната стомана и уникалната сплав на този терминатор под въздействието на толкова висока температура започва да се разпада. Дивокрещящият T-1000 отново последователно придобива външния вид на онези хора, в които се е превръщал по-рано, и след това бавно се разтваря, умирайки завинаги.
Джон хвърля заловения микрочип в разтопената стомана, Сара решава, че всичко е приключило, но тогава T-800 изведнъж казва, че трябва да се направи още нещо. В „главата“ му също има микрочип, който трябва да бъде унищожен. Т-800 не може да се самоунищожи и кара Сара да го спусне в стопената стомана с помощта на асансьор. Джон, който успява да се привърже към терминатора, ридае и го моли да не се самоубива, но Т-800 е непреклонен. Сара включва механизма и T-800 бавно потъва в ада.

## Актьорски състав
| Актьор                | Роля |
| --------------------- | --- |
| Арнолд Шварценегер    | Терминатор: препрограмиран Терминатор Модел 101 Серия 800 "T-800", който е съставен от човешка тъкан върху метален ендоскелет. |
| Линда Хамилтън        | Сара Конър: самообучен войник, който е посветен на предотвратяването на възхода на Скайнет.                                    |
| Едуард Фърлонг        | Джон Конър: Синът на Сара, който е предопределен да ръководи човешката съпротива срещу Скайнет.                                |
| Майкъл Едуардс        | възрастният Джон Конър |
| Робърт Патрик         | Т-1000: усъвършенстван, променящ формата си прототип Терминатор, съставен от течен метал.                                      |
| Джо Мортън            | Майлс Бенет Дайсън: директор на специални проекти в Cyberdyne Systems Corporation.                                             |
| Ърл Боуен             | Доктор Питър Силбърман: Лекарят на Сара в държавната болница Пескадеро.                                                        |
| Дженет Голдщайн       | Жанел Войт – приемна майка на Джон Конър                                                                                       |
| Ксандър Бъркли        | Тод Войт – приемен баща на Джон Конър                                                                                          |
| Кастуло Гера          | Енрике – приятел на Сара Конър, нелегален търговец на оръжие                                                                   |
| Майкъл Бийн           | Кайл Рийс – боец от Съпротивата, баща на Джон Конър                                                                            |
| Дани Кукси            | Тим – приятел на Джон Конър |
| Шарън Епата Меркерсън | Тариса Дайсън – съпруга на Майлс Дайсън                                                                                        |
| Девон Никсън          | Дани Дайсън – син на Майлс Дайсън                                                                                              |

## Интересни факти
- Филмът печели множество кинематографични награди, включително 4 Оскара („Най-добър звук“, „Най-добър грим“, „Най-добри звукови ефекти“ и „Най-добри визуални ефекти“), 5 награди на Американската академия за научна фантастика и филми на ужасите (включително „Най-добър научнофантастичен филм“ и „Най-добър режисьор“) и 5 награди на MTV (включително за „Най-добър актьор“, „Най-добра актриса“ и „Най-добър дебют“).
- Има три версии на филма:
  - филмовата версия, показана в кината (продължителност 2:16:35 във формат NTSC при 23,976 кадъра в секунда, или 2:10:58 във формат PAL при 25 кадъра в секунда), е пусната за първи път на видеокасети през 1992 г.;
  - специално издание – пуснато на видео на 24 ноември 1993 г., включва 17 минути допълнителни сцени (продължителност 2:33:25);
  - разширено специално издание от 2:36:08, издадено през 2009 г. на DVD и Blu-ray.
- Специално за 25-годишнината на лентата през август 2017 г. филмът отново излиза на големите екрани в актуализиран 3D формат, но нищо във филма не е изрязано или допълнено. С помощта на компютърна графика е променена само една сцена, когато камионът пада на дъното на канала и предното стъкло излита от удара, но в следващия кадър погрешно се връща на мястото си.
- „Терминатор 2“ е един от първите филми, които използват компютърно генерирани технологии за синтез на изображения – компютърна анимация. Отнема 8 месеца и 5,5 милиона долара, за да се произведат 73 фрагмента, което общо отнема само 4 минути екранно време. За да се създаде образът на течния Т-1000, „вливащ се“ в пилотската кабина на хеликоптера, е използван софтуер, създаден преди това за заснемането на другия филм на Джеймс Камерън – „Бездната“. Няколко програмни параметъра са променени, за да направят „металния“ обект да изглежда по-тежък и по-вискозен от водата.
- „Раните“ по тялото на Т-1000 са предварително оформени и отваряни в точното време като цветни пъпки. В сцените със стрелбата по течния терминатор Робърт Патрик е облечен в гумена риза с вградени „заготовки“ на щети, а при изстрела асистент ги отваря с дистанционно управление. Последващото „затваряне“ на раните е извършено с помощта на компютърна анимация.
- В сцената със скока на мотоциклета на Т-800 по време на преследването в Лос Анджелис, мотоциклетът с дубльора на Шварценегер е окачен на кабели, които по-късно са отстранени от изображението с помощта на компютър. Същата техника е използвана по време на заснемането на скока на Т-1000 с мотоциклет от прозорец на сградата на Cyberdyne Systems в полицейски хеликоптер.
- Сцените в стоманодобивната фабрика са заснети в изоставено съоръжение в Лос Анджелис. Като разтопен метал са използвани захарен сироп и масло, както и панели от плексиглас с подсветка. На актьорите е трябвало да се поставя пот чрез грим, защото е било доста хладно на снимачната площадка.
- Събирането на отделните капчици течен метал от парчетата, на които Т-1000 се разделя след замръзване и разпадане, е заснет с помощта на живак и няколко сешоара от студиото 4-Ward.
- Експлозията на сградата на централата на Cyberdyne Systems е заловена в един дубъл от 11 камери. В действителност на снимачната площадка няма експлозия: покрай „избитите“ прозорци на втория етаж на сградата са равномерно разпределени контейнери с пирозаряди, които едновременно изстрелват мощни огнени езици. Отвън изглежда като доста силен взрив, но всъщност сградата почти не е повредена и впоследствие е напълно възстановена.
- Възнаграждението на Шварценегер за филма е приблизително 15 милиона долара, а той произнася само 700 думи. Една дума струва 21 429 щатски долара, а известната фраза „Hasta la vista, baby“ – цели 85 716 долара. При дублажа за испаноезичните страни създателите на филма използват тази фраза не на испански, а на японски език, така че в „испанската“ версия на „Терминатор 2“ персонажът на Шварценегер казва: „Сайонара, бейби!“.
- Към 1990 г. „Терминатор 2“ е най-скъпият филм в историята на кинематографията с цена от 94 милиона долара. Рекордът продължава три години и е разбит от самия Камерън – с бюджета от 100 милиона за заснемане на комедийния екшън филм „Истински лъжи“, отново с участието на Арнолд Шварценегер.
- Снимките продължават около шест месеца, през които младият Джон Конър (Едуард Фърлонг) е нараснал забележимо, така че в много сцени може да се види как се променя образът му. Нещо повече, през този период започва младежкото мутиране на гласа на Фърлонг и звукорежисьорът, който първоначално настройва всички записи към нивото на глас на обикновено дете, трябва редовно да преконфигурира цялото оборудване. В резултат на това героят на Фърлонг е озвучен наново и публиката може да чуе истинския глас на младия актьор само в една сцена – когато Джон Конър обяснява на Терминатора защо хората плачат.
- Първоначално е планирано известният американски певец Били Айдъл да играе ролята на Т-1000, но малко преди снимките Айдъл претърпява инцидент с мотоциклет и получава травма, която не позволява участието му. Не можейки да изчака възстановяването си, Айдъл предлага Робърт Патрик, който привлича вниманието на Джеймс Камерън с филма „Умирай трудно 2“. Между другото Арнолд Шварценегер предлага на Камерън за ролята на T-1000 друг музикант – фронтменът на хевиметъл групата W.A.S.P. Блеки Лоулес, но той е твърде висок.
- Един от многото грандиозни елементи на филма е работата на T-1000, по време на която терминаторът изглежда сякаш не полага усилия да се движи. За целта Робърт Патрик трябвало да тренира по няколко часа ежедневно, за да се научи как да тича пред камерата без признаци на умора. Актьорът подобрява толкова много своето бягане, че когато заснема епизода от преследването на Т-1000 след Джон Конър, напускащ подземен гараж на мотопед, Робърт Патрик без усилия настига героя на Фърлонг няколко пъти, затова Камерън помолва Патрик да тича малко по-бавно. Друг отличителен елемент на Т-1000 е неговото „каменно“ лице при стрелба от огнестрелно оръжие. За да постигне това, на Патрик му помагат дълги тренировки под ръководството на опитен инструктор, бивш израелски „командос“, по време на които актьорът стреля с пистолети и автоматични пушки от различни модели, опитвайки се да не мигне или да трепне от звуците на изстрелите.
- За да се създаде компютърен модел на Т-1000, Робърт Патрик е сниман гол в продължение на три дни със специален триизмерен скенер, в резултат на което актьорът се разболява от бронхит.
- За да създаде стила на движение на своя герой, Робърт Патрик изучава животински навици, така че Т-1000 обръща главата си като американски плешив орел и когато Т-1000 търси Джон Конър сред тълпата, той според Патрик се държи като акула, „дебнеща“ жертва.
- Във филма участват две двойки близнаци. В един от епизодите охранител в психиатричната болница вижда как Т-1000 се превъплъщава в него. Тази роля е изиграна от близнаците Дон и Дан Стантън. В края на филма пред Джон Конър се появяват две „Сара Конър“, едната от които е маскиран Т-1000. „Фалшивата Сара“ се играе от Лесли – сестра близначка на Линда Хамилтън, която никога не е била актриса и работи като медицинска сестра.
- В един от епизодите на филма Сара Конър, тежко ранена в рамото, трябва да стреля по Т-1000, презареждайки с една ръка тежък пистолет. Линда Хамилтън отказва услугите на дубльор и след няколко месеца обучение се научава как самостоятелно да изпълнява този труден трик.
- Картечницата, който Терминатор използва, за да стреля по полицейски коли пред офиса на Cyberdyne Systems, е направена по поръчка и е толкова тежка, че никой освен Шварценегер не може да я вдигне сам.
- Построен е модел на Лос Анджелис за заснемане на „ядрената експлозия“, направен предимно от бисквити и маца.
- Ревът на лъв е добавен към рева на двигателя на камиона, на който се движи Т-1000, преследвайки Джон Конър и Терминатора в канавката, и вместо звука на пушката, от която стреля Терминаторът, е използван звукът на две пушки, стрелящи едновременно.
- Композиторът Брад Фидел създава прочутия метален звън от основната тема, като почуква по микрофона с чугунен тиган. Звукът, който може да се чуе по време на трансформацията на T-1000, е създаден с помощта на чувствителен микрофон, на който е поставен презерватив, след което е потопен в овесени ядки.
- За заснемането на сцената, където ръцете на Т-1000, „замръзващи“ от течен азот, падат, е нает истински безрък инвалид, за когото са направени специални рушащи се протези.
- Писъците на дивата смърт на Т-1000, умиращ в разтопена стомана, са пресъздадени от самия Джеймс Камерън.

## Допълнителни сцени в специалното издание
- Сара Конър, която е в отделението след разговор с д-р Силбърман, има халюцинация: Кайл Рийс се появява пред нея, облечена, както при първата среща със Сара, в дъждобран, откраднат от супермаркета, и я предупреждава за опасността, която заплашва нея и Джон. Кайл казва на Сара, че трябва да се бие и че „никога не е била толкова силна, колкото е сега“. Тогава призракът на Кайл напуска стаята и се отдалечава по пустия коридор. Сара хуква след него, отваря вратата на улицата и се озовава на детската площадка, а болничният коридор зад Сара го няма; стиснала с ръце оградата около площадката, тя вижда ослепителна светкавица в небето над Лос Анджелис, заливайки цялото околно пространство с ярка бяла светлина, но веднага се събужда на пода в стаята си.
- За да принудят Сара да приема лекарства, санитарите я бият жестоко с палки.
- T-1000 се разхожда сред пристигналите пожарникари и полицаи, които гасят взривения камион в канала. В следващия момент Т-1000 открадва друга полицейска кола.
- След телефонния разговор, при който Т-800 се обажда на кучето на Джон Конър – Улфи и след убийството на Тод, Т-1000 отива в двора на къщата, където е кучето, което лае, и го убива, за да свали и изследва нашийника, на която е напечатано истинското име на кучето – Макс.
- Сара Конър, следвайки инструкциите на Т-800, премахва микросхемата от главата му, след което, когато терминаторът се изключва, в пристъп на омраза почти го унищожава. Микросхемата е спасена от Джон Конър, който осъзнава, че те все още се нуждаят от T-800.
- Джон Конър учи Т-800 да се усмихва, за да изглежда като обикновен човек, а терминаторът, наблюдавайки човек, който говори по телефона, прави смешни гримаси, които само смътно наподобяват усмивка.
- Майлс Дайсън разказва на жена си за работата си по създаването на процесор за невронна мрежа.
- Възрастната Сара Конър гледа възрастния си син Джон и малката си внучка да играят на детската площадка. Тогава момичето изтичва до баба си, а Сара завързва обувката си.

## „Терминатор 2: Денят на страшния съд“ в България
На 24 юли 1995 г. филмът е издаден на Мулти Видео Център с единствения български дублаж за домашно видео. Екипът се състои от:
| Озвучаващи артисти  | Наталия Бардская Венета Зюмбюлева Любомир Младенов Михаил Петров |
| Редактор            | Йордан Андонов                                                   |
| Тонрежисьор         | Албена Салабашева                                                |
| Режисьор на дублажа | Йордан Андонов                                                   |

На 14 юни 2003 г. филмът е излъчен по Диема+ с първи български дублаж за телевизията. Екипът се състои от:
| Озвучаващи артисти | Даниела Йорданова Силвия Русинова Борис Чернев Силви Стоицов Васил Бинев Георги Георгиев – Гого |
| Преводач           | Йорданка Василева                                                                               |
| Тонрежисьор        | Димитър Кръстев                                                                                 |

На 20 април 2010 г. филмът е излъчен по bTV Cinema с втори български дублаж за телевизията. Екипът се състои от:
| Преводач            | Полина Николова                                                               |
| Режисьор на дублажа | Албена Павлова                                                                |
| Тонрежисьор         | Стефан Македонски                                                             |
| Озвучаващи артисти  | Даниела Йорданова Татяна Захова Калин Сърменов Любомир Младенов Силви Стоицов |

На 19 февруари 2014 г. KinoNova излъчва филма с трети български дублаж за телевизията. Екипът се състои от:
| Преводач            | Благовест Костадинов                                                                        |
| Режисьор на дублажа | Димитър Кръстев                                                                             |
| Тонрежисьор         | Димитър Кукушев                                                                             |
| Озвучаващи артисти  | Христина Ибришимова Георги Георгиев – Гого Силви Стоицов Николай Николов Светозар Кокаланов |

## Филми от поредицата за „Терминатор“
Поредицата „Терминатор“ включва 6 филма:
- „Терминаторът“ (1984)
- „Терминатор 2: Денят на страшния съд“ (1991)
- „Терминатор 3: Бунтът на машините“ (2003)
- „Терминатор: Спасение“ (2009)
- „Терминатор: Генисис“ (2015)
- „Терминатор: Мрачна съдба“ (2019)